# Atyria limbata
Atyria limbata är en fjärilsart som beskrevs av Butler 1873. Atyria limbata ingår i släktet Atyria och familjen mätare. Inga underarter finns listade i Catalogue of Life.